# DKW Type P
De DKW Type P is een kleine auto uit de compacte klasse van het Duitse merk DKW, die door motorfietsfabriek Zschopauer Motorenwerke J. S. Rasmussen in mei 1928 gepresenteerd werd als hun eerste personenauto.

## DKW P 15 PS
De lichtgewicht DKW P 15 PS werd aangedreven door een omgebouwde watergekoelde motorfietsmotor met een cilinderinhoud van 0,6 liter die een vermogen van 11 kW (15 pk) leverde. Deze voorin geplaatste tweecilinder tweetaktmotor dreef de achterwielen aan via een manuele versnellingsbak met drie versnellingen die bediend werd via een schakelhendel in het midden van de auto.
De auto had een zelfdragende carrosserie van multiplex en kon geleverd worden als twee-, drie- of vierzits cabriolet of als roadster. De P15 was voor- en achteraan voorzien van starre assen met dwars geplaatste bladveren. De kabelbediende mechanische voetrem werkte op alle vier de wielen, de parkeerrem op het linker voorwiel en het rechter achterwiel.
Met zijn luidruchtige en oncomfortabele tweetaktmotor was de P15 vooral interessant voor overstappers van motorfietsen, de wagen werd minder snel gezien als concurrent van andere kleine auto's. Bovendien was de houten carrosserie niet erg duurzaam, het verbruik van tweetaktmengsel was relatief hoog, evenals de slijtage van de bougies.
De productie stopte in 1929 na 3008 exemplaren. Al in november 1928 werd de grotere opvolger, de DKW 4=8 Type P25, gepresenteerd. Deze beschikte over een viercilinder tweetakt V-motor. De DKW 4=8 bleef nog tot 1940 in het DKW-aanbod als Type V 800, Type V 1000, Sonderklasse of Schwebeklasse.

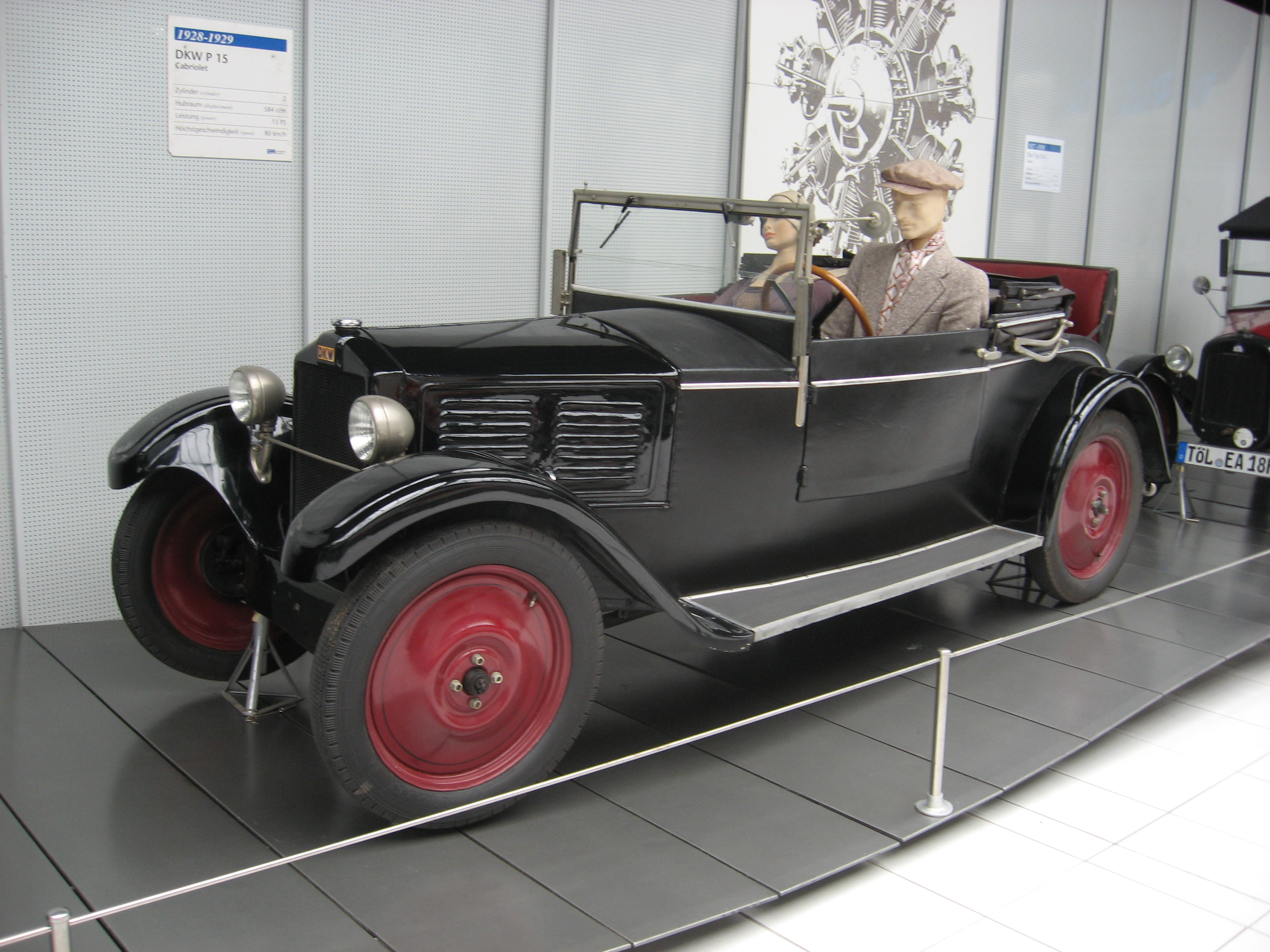
DKW P15
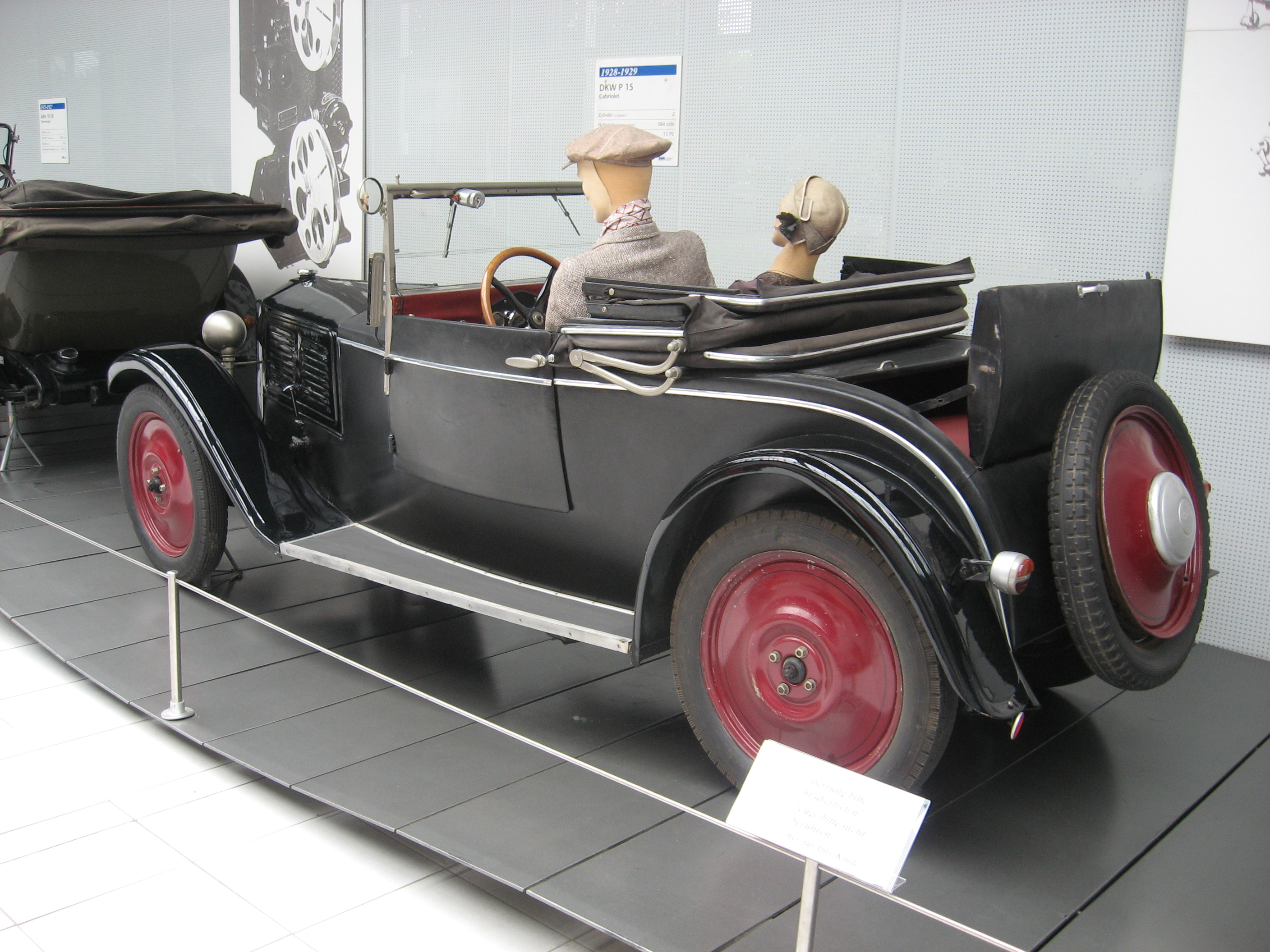
DKW P15, achteraanzicht
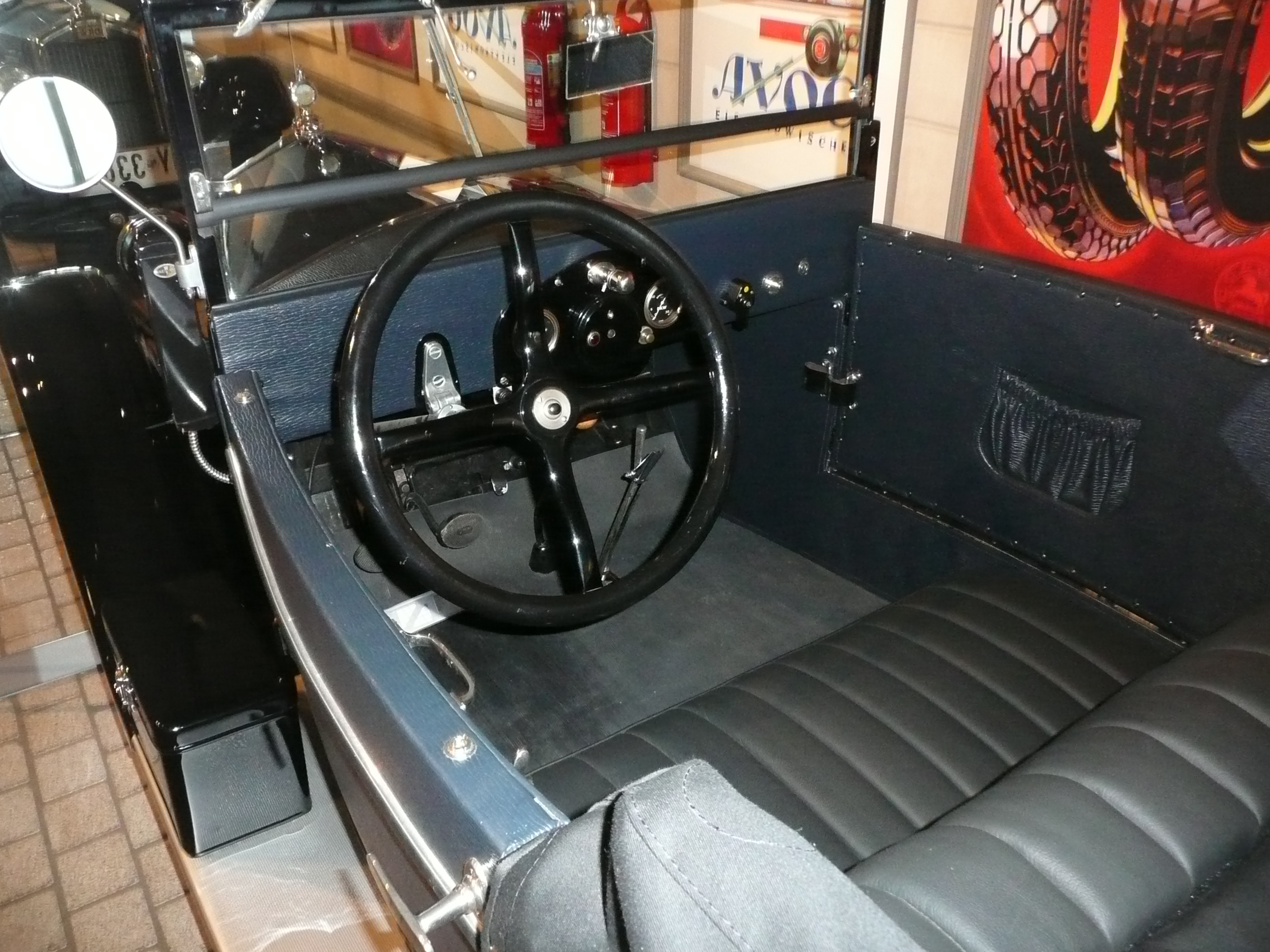
DKW P15, interieur

## DKW PS 600 Sport
Op basis van de P15 kwam de DKW PS 600 Sport in 1930 op de markt met een tot 18 pk opgevoerde motor. De elegante roadster met bootstaart werd in 1931 stopgezet zonder vervanging.

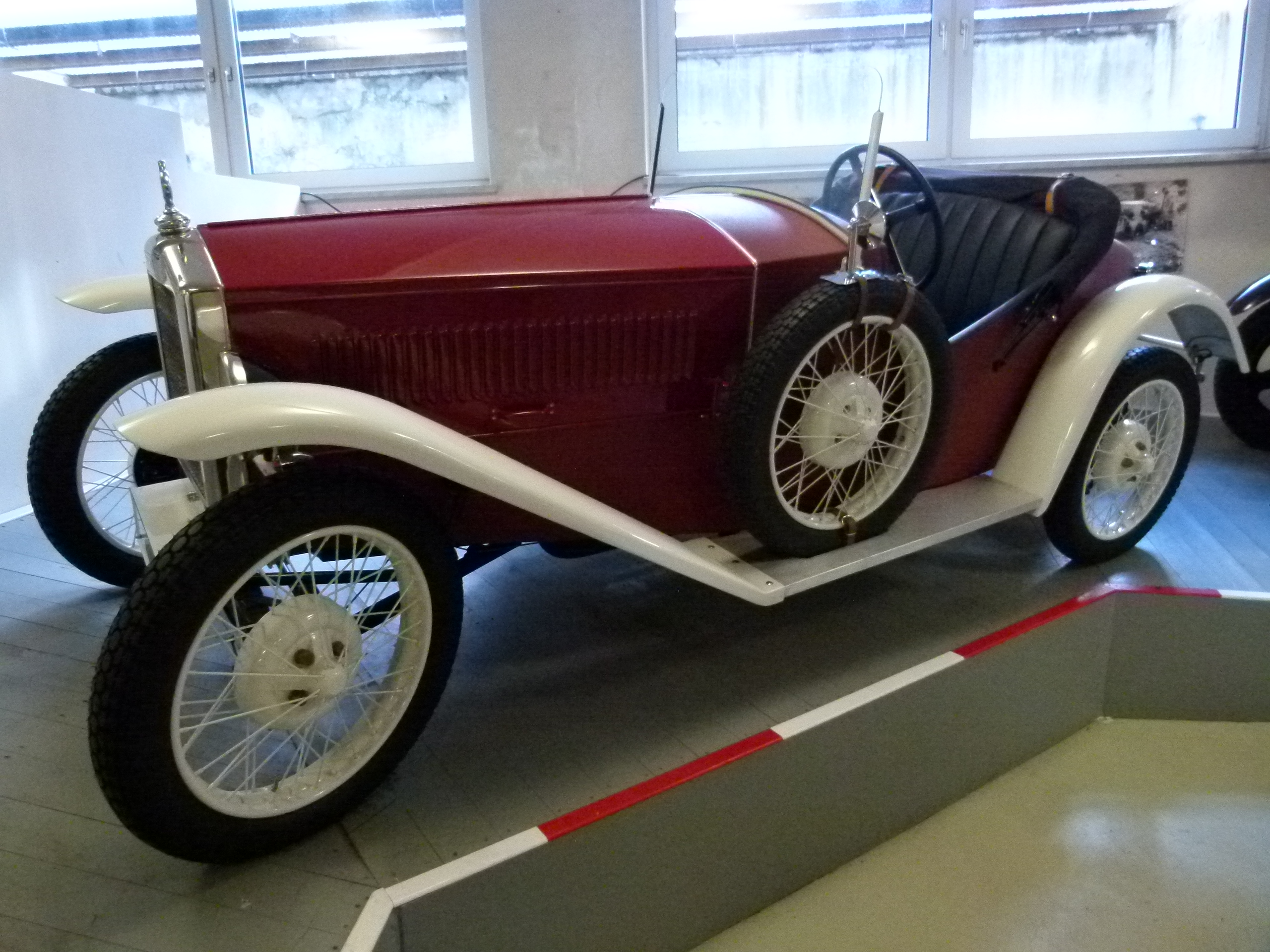
DKW PS 600 Sport Roadster
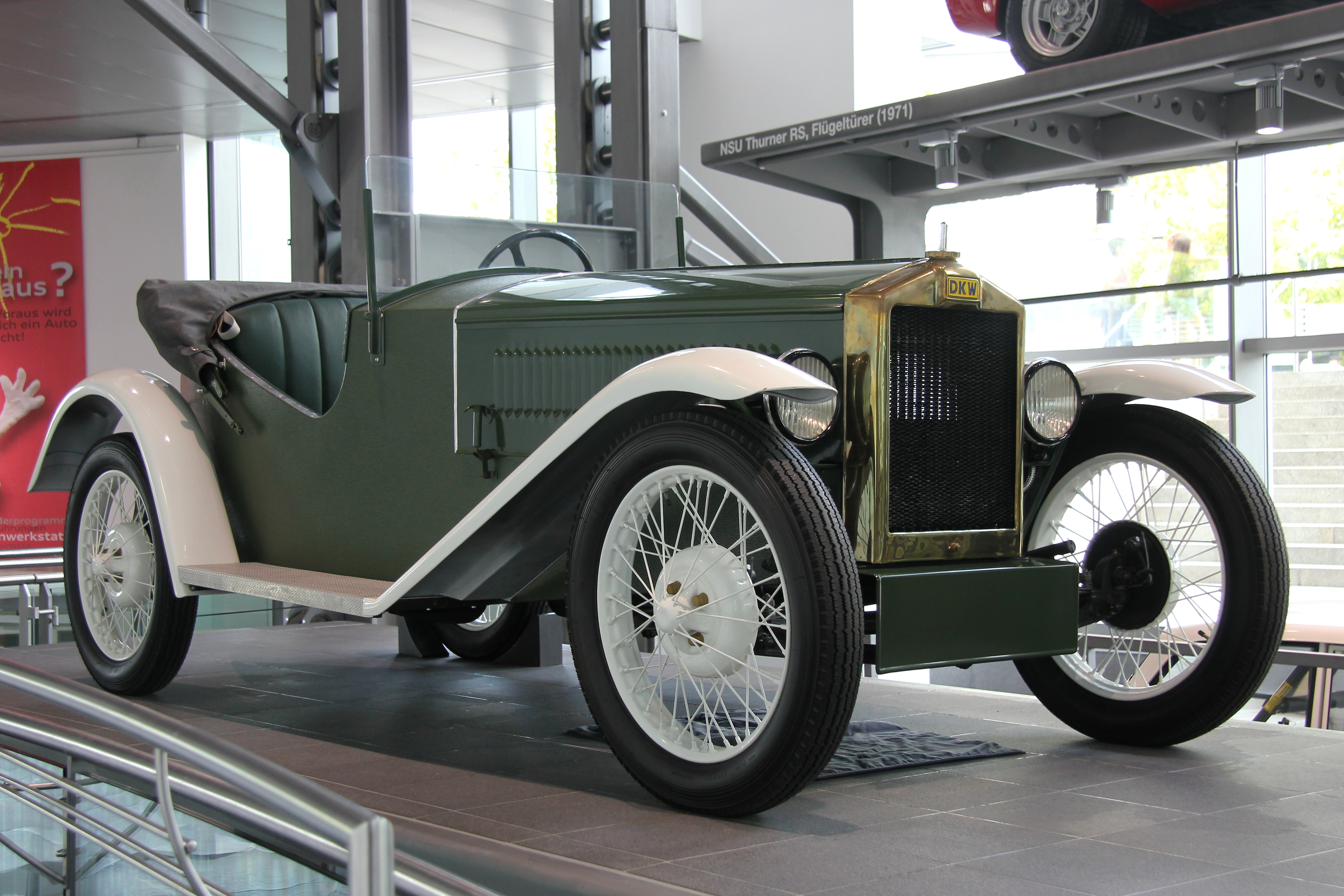
DKW PS 600 Sport Roadster

Modellen voor 1945:
Type P · 
4=8 (V 800/V 1000/Sonderklasse/Schwebeklasse) · 
F1 · 
F2 · 
F4 · 
F5 · 
F7 · 
F8 · 
F9 (prototype)
Modellen na 1945:
F10 · 
Meisterklasse (F89) · 
Sonderklasse (F91) · 
3=6 (F93/94) · 
Monza · 
Junior · 
F11/F12 · 
F102
Terrein- en bedrijfswagens:
Munga (F91/4) · 
DKW Schnellaster · 
DKW F 1000 L
Merknaam Auto Union:
1000 · 
1000 Sp
Afgeleide modellen:
IFA F8 · 
IFA F9 · 
Audi F103